# マラソン (テレビ番組)
マラソンは、テレビ神奈川 (tvk) で2007年4月2日〜同年9月27日まで放送されていたスポーツバラエティ番組。6月21日でシーズン1は完結したが、6月25日からシーズン2が始まった。

## 放送時間
月曜日〜木曜日 24:00〜24:10

## 番組内容
- 三人でチームを組んでマラソンをしながら、ランナーの人間模様を紹介するというもの。
- 舞台はこどもの国で、一周2.4Kmを一人二周走る。
- 実況はtvkのアナウンサーである富樫吉樹。
- 提供は深海魚と同じく日本工学院である。
- シーズン2の冒頭にオタクチームのアンカーであるマイケルが影のチェアマンとして、マラソンを操っていた事が明かされた。
- 6月26日に出場チームへのリポーターとして寿司が登場した。

## 出場チーム

### シーズン1
- レーサーチーム
- お笑い芸人チーム（三人とも東京吉本所属である。ちなみにメンバーの1人はブレイク前のエド・はるみ。）
- モデルチーム
- オタクチーム
- メイドカフェ「HoneyHoney」チーム
- 都恋堂チーム
- フリーターチーム

### シーズン2
- 石井光三オフィスチーム
- タレントチーム
- キャバ嬢チーム
- グラビアアイドルチーム
- 女子大生チーム
- ダンサーチーム
- 吉本興業チーム
- ベイスターズファンチーム

## 結果

### シーズン1
| チーム名                         | 1位との時間差 |
| -------------------------------- | ------------- |
| お笑い芸人チーム                 |               |
| レーサーチーム                   | 43秒          |
| フリーターチーム                 | 7分48秒       |
| オタクチーム                     | 7分50秒       |
| 都恋堂チーム                     | 11分35秒      |
| モデルチーム                     | 16分16秒      |
| メイドカフェ「HoneyHoney」チーム | 16分31秒      |

### シーズン2
| チーム名                 | 1位との時間差 |
| ------------------------ | ------------- |
| ダンサーチーム           |               |
| タレントチーム           | 10分05秒      |
| 石井光三オフィスチーム   | 11分04秒      |
| ベイスターズファンチーム | 22分25秒      |
| 女子大生チーム           | 22分58秒      |
| グラビアアイドルチーム   | 29分00秒      |
| 吉本興業チーム           | 29分48秒      |
| キャバ嬢チーム           | 50分20秒      |